# Moondog
 (décembre 2020).
Si vous disposez d'ouvrages ou d'articles de référence ou si vous connaissez des sites web de qualité traitant du thème abordé ici, merci de compléter l'article en donnant les références utiles à sa vérifiabilité et en les liant à la section « Notes et références ».
Pour les articles homonymes, voir Hardin.
Louis Thomas Hardin, dit Moondog, est un compositeur et musicien américain né le 26 mai 1916 à Marysville (Kansas) et mort le 8 septembre 1999 à Münster (Allemagne).

## Biographie
Le père de Louis Thomas Hardin est un pasteur épiscopalien, sa mère est institutrice et joue de l'orgue. En 1922, alors qu'il est encore enfant, il visite avec son père une réserve indienne Arapaho et assiste à une danse du soleil. C'est une expérience musicale forte, les rythmiques indiennes et la sonorité des percussions resteront présentes dans ses compositions.
En 1932, un bâton de dynamite lui explose au visage et l'aveugle de manière permanente. Il fréquente alors l'école pour aveugles de l'Iowa où il apprend le violon, le piano et l'orgue. Son professeur, Burnet Tuthill, lui donne aussi des cours de musique et d'harmonie.
En 1943, il obtient une bourse et part étudier la musique à Memphis. L'année suivante, il se rend à New York, où il passera les trente années suivantes de sa vie. Il fait la connaissance du compositeur et chef d'orchestre Leonard Bernstein et du chef d'orchestre Arturo Toscanini, et fréquente également des musiciens de jazz brillants comme Charlie Parker et Benny Goodman. Il assiste pendant un temps aux répétitions de l'Orchestre philharmonique de New York, mais son style vestimentaire extravagant le coupe peu à peu du monde de la musique « sérieuse ». À l'époque, sa barbe et ses longs cheveux lui donnent une apparence christique qui ne lui convient pas. Il décide de ne plus porter que des vêtements qu'il fabrique lui-même, notamment une cape et un casque de viking inspiré par la mythologie nordique.
Il décide, en 1947, de se faire appeler « Moondog » en l'honneur d'un chien « qui hurlait à la lune bien plus que tous les chiens que je connaissais ». En 1949, il se rend dans l'Idaho à une danse du soleil Blackfoot, c'est-à-dire de la Confédération des Pieds-Noirs. À l'automne de cette même année, il commence à jouer dans la rue, souvent à l'intersection de la 53e Rue et de la 6e Avenue à Manhattan. Il chante, récite ses poèmes, joue de ses instruments, des modèles uniques qu'il a conçus, la « trimba », des percussions triangulaires, le « oo », un instrument à cordes triangulaires, le « Ooo-ya-tsu », le « yukh »... Le succès est tel que la foule encombre la rue, l'obligeant à se déplacer. Il finit par s'installer dans le quartier des clubs de jazz sur la 6e Avenue. C'est à cette époque que ses vêtements atypiques et sa présence à cet endroit lui vaudront le surnom de « Viking de la 6e Avenue ». Les ambiances de la ville seront intégrées aux morceaux du disque On the Streets of New York (1953), avec des compositions de cette période. Ian Hugo pour son film expérimental Jazz of Lights (1954) fait appel à lui
Moondog enregistre aussi pour Epic en 1953 : Moondog and his Friends, pour Prestige en 1956/57 : Caribea Sextet/Oo Debut, More Moondog et The Story of Moondog, pour Capitol en 1957 : Tell It Again.
En 1967, Janis Joplin et son groupe, The Big Brother and The Holding Company, reprennent All Is Loneliness, enregistré par Moondog en 1949.
En 1969, il rencontre et se lie avec les jeunes compositeurs Philip Glass, Steve Reich puis Terry Riley, avec qui il travaille un temps.
La Columbia/CBS, qui a édité les premiers albums de Steve Reich en 1967, lui donne l'occasion d'enregistrer ses œuvres avec un grand orchestre. Les deux albums alors publiés, Moondog en 1969 et Moondog 2 en 1971 (réunis sur le seul CD Moondog en 1989), lui assurent une certaine réputation auprès d'autres artistes d'avant-garde, auprès des poètes de la Beat Generation ; Moondog se produit avec Allen Ginsberg, Lenny Bruce, dans des films avec William S. Burroughs.
En 1974, il est invité à donner un concert à Francfort et découvre l'Allemagne. Il se sent alors plus proche intellectuellement de l'Europe que des États-Unis et décide de s'installer en Allemagne. Aux États-Unis, on le croit mort. Une étudiante en géologie, Ilona Goebel (ensuite connue sous le nom de Sommer), le rencontre dans les rues de Recklinghausen, une petite ville de la région de Cologne, et, apprenant qu'il est compositeur, décide de l'héberger chez ses parents à Oer-Erkenschwick puis à Münster en Westphalie. C'est là que Moondog passera le reste de sa vie. Ilona le prend en charge, transcrit ses partitions écrites en braille et l'aide à continuer sa carrière. Le label allemand Roof Music publie Moondog in Europe en 1977, H´art Songs en 1978, et A New Sound of an Old Instrument en 1979, une série de pièces pour orgue en solo ou en duo.
Dans les années 1980, seulement deux disques de Moondog, Facets en 1981 et Bracelli en 1986, sont publiés. Moondog se consacre à la composition.
Moondog se produit régulièrement sur scène : à Herten et Recklinghausen en 1981, Paris en 1982, Salzbourg en 1984, aux Trans Musicales de Rennes en 1988. En 1989, invité par Philip Glass, il fait l'ouverture du New Music America festival à New York et dirige le Brooklyn Philharmonic Chamber Orchestra. Sensible aux questions d'écologie, Moondog enregistre, en 1991, l'album Elpmas, manifeste contre les mauvais traitements infligés aux peuples aborigènes, à la nature et aux animaux, ainsi qu'une mise en garde sur les risques liés au progrès de façon générale. Elpmas est un album plutôt minimaliste aux sonorités planantes, les pistes d'Elpmas sont autant de sentiers à suivre en compagnie du doux son du marimba.[style trop lyrique ou dithyrambique]
En 1995, Moondog est invité par le Meltdown Festival à Londres avec le London Saxophonic et le London Brass. Moondog et le London Saxophonic enregistrent Sax Pax for a Sax en 1994. Moondog donne son dernier concert le 1er août 1999 au Festival MIMI d'Arles et meurt à Münster, le 8 septembre 1999, à 83 ans.
Le talent de ce musicien atypique et marginal a été reconnu tardivement. Un de ses titres connaît une célébrité posthume, Bird's Lament, un hommage au musicien de jazz Charlie Parker surnommé « Bird », devenu l'échantillon sonore (sample) du Get a Move On du DJ anglais Mr Scruff.

## Style de composition
L'œuvre de Moondog en fait l'un des grands maîtres du contrepoint au XXe siècle[réf. nécessaire].
Au début de sa carrière, Moondog est un musicien de jazz un peu farfelu qui tente d'ajouter quelques influences amérindiennes aux rythmes afro-américains qui sont le corps traditionnel du jazz. Mais il a, peu à peu, selon ses propres dires, voulu revenir aux techniques d'écriture classiques : le contrepoint, l'harmonie et la sévérité des règles traditionnelles. Il s'est ingénié à les respecter plus scrupuleusement même que les grands compositeurs classiques. Techniquement, Moondog est ainsi plus proche de Palestrina et de Monteverdi que de Bach[réf. souhaitée]. Cette volonté pour un compositeur de jazz d'intégrer le savoir-faire classique le rapproche, à certains égards, de Scott Joplin dont la technique, bien qu'il appartienne au style "Ragtime", a été influencée par l'enseignement allemand traditionnel de la musique et par le traité de contrepoint de Salomon Jadassohn.
Moondog a combiné les rythmes du jazz et les procédés extrêmement contraignants du canon et du contrepoint renversable à deux, trois, quatre ou cinq voix. Il emploie aussi, assez fréquemment, des mesures à 7/8, 5/4 et autres rythmes impairs. Ses compositions ne laissent aucune place à l'improvisation, chaque partie est écrite avec précision.
Certaines de ses compositions, par exemple Do Your Thing (H'art Songs, 1978 ; édition CD Kopf / Roof Music), peuvent sembler simples et répétitives à la première écoute, avant que ne se révèle une richesse rythmique et contrapuntique étonnante et une grande imagination mélodique. En dépit de son amitié avec Steve Reich et Philip Glass, sa musique n'a que peu de rapport avec le courant de la musique répétitive, dont il nie faire partie. Il a écrit d'innombrables pièces pour orchestre, en général écrites en « parties réelles » (c'est-à-dire qu'il n'y a presque pas de doublure ni d'unisson, chaque pupitre étant une partie contrapuntique). Il affectionne particulièrement les saxophones, le morceau Lament (Moondog, LP Columbia Masterworks MS 7335, 1969) en est un exemple poignant.
Son œuvre est considérable en quantité, la discographie à ce jour n'en a donné qu'un mince aperçu. On lui attribue 300 œuvres vocales et instrumentales (qu'il appelle « madrigaux, passacailles, canons », etc.) et plus de 80 « symphonies », c'est-à-dire des œuvres pour orchestre.

## Discographie

### Albums
- 1953 : Moondog and his Friends (Label : Epic, Ref : LG 1002)
- 1956 : Crescent Snaketime Series (Label privé, pas de Ref.)
- 1956 : Snaketime (Label : Moondog Records, Ref : #1)
- 1956 : Moondog/Caribea (Label : Prestige, Ref : 7042)
- 1956 : More Moondog (Label : Prestige, Ref : 7069)
- 1957 : The Story of Moondog (Label : Prestige, Ref. 7099)
- 1969 : Moondog (Label : Columbia, Ref : MS 7335)
- 1971 : Moondog 2 (Label : Columbia, Ref : KC 30897)
- 1977 : Moondog in Europe (Label : Kopf, Ref : RRF33014)
- 1978 : Moondog – Selected Works (Label : Musical Heritage Society, Ref : 3803)
- 1978 : H’Art Songs (Label : Kopf, Ref : RRF33016)
- 1979 : A New Sound of an Old Instrument (Label : Kopf, Ref : RRF133017)
- 1981 : Facets (Label : MC Managarm, Ref : ???)
- 1986 : Bracelli (Label : Kakaphone, Ref : KPH102)
- 1992 : Elpmas (Label : Kopf, Ref : KD123314)
- 1994 : Sax Pax for a Sax (Label : Atlantic, Ref : 83069)
- 1995 : Big Band (Label : Trimba, Ref : 01001-8)
- 2004 : Moondog, the German Years : 1977-1999 (Label : Roof Music GmbH)
- 2006 : Rare Material (Label : Roof Music GmbH)

### Interprétations par d'autres musiciens
- 1957 Moondog and Suncat Suite par le musicien de jazz anglais Kenny Graham présente une face consacrée à Moondog
- 1967 All Is Loneliness par Big Brother and the Holding Company, avec Janis Joplin, sur l'album éponyme
- 1968 Moon Dog par Pentangle sur Sweet Child
- 1968 Spear for Moondog (parts 1 and 2) par l'organiste de jazz Jimmy McGriff sur Electric Funk
- 1970 Be a Hobo par The Insect Trust sur Hoboken Saturday Night
- 1978 Canons on the Keys par Paul Jordan, non sorti
- 1985 Theme and Variations interprété par John Fahey sur l'album Rain Forests, Oceans and Other Themes[réf. nécessaire]
- 1990 Love Child Plays Moondog, EP par Love Child
- 1990 Moondog de Prefab Sprout sur Jordan: The Comeback
- 1993 All Is Loneliness par Motorpsycho sur Demon Box (album) et Roadwork Vol. 4: Intrepid Skronk
- 1995 Alphorn of Plenty par Hans Kennel, Hat Art
- 1997 Synchrony Nr. 2 par Kronos Quartet
- 1998 Trees Against the Sky compilations, SHI-RA-Nui 360°
- 1998 Paris par NRBQ, live, sur You Gotta Be Loose and NRBQ: High Noon - A 50-Year Retrospective
- 1999 Get a Move On (avec des samples de Bird's Lament (In Memory of Charlie Parker)) par Mr. Scruff sur Keep It Unreal
- 2005 All Is Loneliness par Antony and the Johnsons, live
- 2005 Sidewalk Dances de Joanna MacGregor & Britten Sinfonia, Sound Circus SC010
- 2006 Moondog Sharp Harp de Xenia Narati, Ars Musici
- 2007 Paris par Jens Lekman, live
- 2009 Rabbit Hop de Hypnotic Brass Ensemble
- 2009 New Amsterdam de Pink Martini sur Splendor in the Grass
- 2010 The Orastorios - Moondog rounds de Stefan Lakatos/Andreas Heuser, Makro
- 2011 Making Moonshine - Moondog Songs by Moondog Fans par Divers Artists, SL Records
- 2013 tRío lucas - homage to Moondog in the introduction of the song desintegración de la antimateria by tRío lucas
- 2013 Moondog Mask de Hobocombo
- 2014 Perpetual Motion (A Celebration of Moondog) de Sylvain Rifflet & Jon Irabagon
- 2015 Cabaret Contemporain Plays Moondog de Cabaret Contemporain
- 2016 A Tribute To Moondog by Condor Gruppe (2016) sur Condor Men Records – Format : Vinyle, LP, Mini-Album
- 2017 New Sound de Ensemble Minisym, Association Bongo Joe Records (Genève) – Format : Vinyle, CD, LP
- 2018 Moondog de Katia Labèque & Triple Sun[11]
- 2019 The Witch of Endor de Kreiz Breizh Akademi #7 "Hed" (Brittany, France)
- 2019 Initiative H X Moondog (Sax Pax for a Sax Remix) de Initiative H (Toulouse, France)

### Hommages
- 2014 Perpetual motion A celebration of Moondog, Sylvain Rifflet et Jon Irabagon, (notamment enregistrement du concert Banlieues bleues 2013) (CD et DVD, Label : JazzVillage, Ref : JV570047.48)
- Un hommage à Moondog / A tribute by trAce Label 022 (https://tracelabel.bandcamp.com/album/un-hommage-moondog)